# Championnat du Niger de football 2016-2017
Navigation
Édition précédente Édition suivante
La saison 2016-2017 du Championnat du Niger de football est la quarante-septième édition de la Ligue 1, le championnat national de première division au Niger. Les quatorze équipes engagées sont regroupées au sein d'une poule unique où elles affrontent deux fois leurs adversaires, à domicile et à l'extérieur. En fin de saison, le dernier du classement est relégué tandis que le 13e affronte le vice-champion de D2.
C'est le tenant du titre, le club de l’ASFAN Niamey qui remporte à nouveau la compétition cette saison après avoir terminé en tête du classement final, avec six points d'avance sur l'US Gendarmerie Nationale et huit sur l'AS Douanes. C'est le cinquième titre de champion du Niger de l'histoire du club.

## Qualifications continentales
Le champion du Niger se qualifie pour la Ligue des champions de la CAF 2018. La place en Coupe de la confédération 2018 est réservée au vainqueur de la Coupe du Niger. Si un club réalise le doublé, c'est le finaliste de la Coupe qui obtient son billet pour la compétition.

## Participants
- AS Douanes
- ASGNN
- ASFAN Niamey
- Jangorzo FC - Promu de D2
- Tagour Provincial Club
- Akokana FC
- Olympic Football Club de Niamey
- Urana FC
- AS Police
- US Gendarmerie Nationale
- AS SONIDEP
- Racing Boukoki - Promu de D2
- ASN Nigelec FC
- Sahel SC

## Compétition

### Classement
Le classement est établi sur le barème de points suivant : victoire à 3 points, match nul à 1, défaite à 0.
| Rang | Équipe                          | Pts | J  | G  | N  | P  | Bp | Bc | Diff |
| ---- | ------------------------------- | --- | -- | -- | -- | -- | -- | -- | ---- |
| 1    | ASFAN NiameyT                   | 52  | 26 | 15 | 7  | 4  | 47 | 21 | +26  |
| 2    | US Gendarmerie Nationale        | 46  | 26 | 15 | 1  | 10 | 36 | 24 | +12  |
| 3    | AS Douanes                      | 44  | 26 | 13 | 5  | 8  | 46 | 26 | +20  |
| 4    | ASGNN                           | 40  | 26 | 11 | 7  | 8  | 38 | 19 | +19  |
| 5    | AS Police                       | 39  | 26 | 10 | 9  | 7  | 30 | 29 | +1   |
| 6    | Sahel SCC                       | 36  | 26 | 9  | 9  | 8  | 30 | 29 | +1   |
| 7    | Olympic Football Club de Niamey | 36  | 26 | 9  | 9  | 8  | 22 | 26 | -4   |
| 8    | AS Sonidep                      | 35  | 26 | 8  | 11 | 7  | 22 | 20 | +2   |
| 9    | ASN Nigelec FC                  | 35  | 26 | 9  | 8  | 9  | 19 | 25 | -6   |
| 10   | Urana FC                        | 33  | 26 | 8  | 9  | 9  | 15 | 18 | -3   |
| 11   | Jangorzo FCP                    | 30  | 26 | 8  | 6  | 12 | 31 | 37 | -6   |
| 12   | Akokana FC                      | 29  | 26 | 7  | 8  | 11 | 24 | 26 | -2   |
| 13   | Racing BoukokiP                 | 24  | 26 | 4  | 12 | 10 | 19 | 33 | -14  |
| 14   | Tagour Provincial Club          | 16  | 26 | 5  | 1  | 20 | 17 | 63 | -46  |

|  | Qualification pour la Ligue des champions de la CAF 2018                              |
|  | Qualification pour la Coupe de la confédération 2018                                  |
|  | Participation au barrage de promotion-relégation                                      |
|  | Relégation directe en deuxième division                                               |
|  | T : Tenant du titre C : Vainqueur de la Coupe du Niger P : Promu de Deuxième division |

### Matchs

#### Barrage de promotion-relégation
Le 13e de Ligue 1 affronte le vice-champion de deuxième division en barrage, sur un match unique.
| Équipe 1       | Résultat | Équipe 2       |
| -------------- | -------- | -------------- |
| Racing Boukoki | 1 - 0    | (D2) Espoir FC |

Les deux clubs se maintiennent dans leur championnat respectif. Cependant, la fédération décide d'étendre le championnat à 16 clubs la saison suivante, ce qui offre au Espoir FC une deuxième chance de monter puisqu’il est cette fois opposé au 14e de Ligue 1, Tagour Provincial Club, qui a lui aussi une chance de se maintenir.
| Équipe 1               | Résultat | Équipe 2       |
| ---------------------- | -------- | -------------- |
| Tagour Provincial Club | 0 - 1    | (D2) Espoir FC |

L'Espoir FC prend la place du Tagour Provincial Club en Ligue 1.

## Bilan de la saison
| Championnat du Niger de football 2016-2017 |                         |
| Champion                                   | ASFAN Niamey (5e titre) |
| Coupes et trophées                         |                         |
| Vainqueur de la Coupe du Niger 2016-2017   | Sahel SC                |
| Qualifications continentales               |                         |
| Ligue des champions de la CAF 2018         | ASFAN Niamey            |
| Coupe de la confédération 2018             | Sahel SC                |
| Promotions et relégations                  |                         |
| Promus en Ligue 1                          | JS Tahoua               |
| Promus en Ligue 1                          | Espoir FC               |
| Promus en Ligue 1                          | Entente FC              |
| Relégués en Deuxième division              | Tagour Provincial Club  |